# The Amazing Race 18
The Amazing Race 18 (hay còn gọi là The Amazing Race: Unfinished Business) là phần thứ mười tám của chương trình truyền hình thực tế The Amazing Race. The Amazing Race 18 có mười một đội gồm hai người - mỗi đội trở lại từ phiên bản trước lần đầu tiên kể từ Phần 11 - trong một cuộc đua trên toàn thế giới với giải thưởng trị giá 1 triệu đô la.
Chương trình mùa thứ mười tám bắt đầu chu kì phát sóng đều đặn vào Chủ nhật, ngày 20 tháng 2 năm 2011. Nó được phát sóng trên CBS tại Hoa Kỳ vào tối Chủ nhật lúc 8: 00 & nbspm;ET/PT với đêm chung kết kéo dài hai giờ vào ngày 8 tháng 5 năm 2011. Phil Keoghan tiếp tục làm dẫn chương trình của mùa thứ 18.
Chị em LaKisha "Kisha" và Jennifer "Jen" Hoffman là người chiến thắng trong phiên bản  Cuộc đua  này và trở thành đội toàn nữ thứ hai liên tiếp giành chiến thắng tại phiên bản Mỹ của cuộc thi này.

## Sản xuất

### Phát triển và quay phim
The Amazing Race 18 là mùa đầu tiên của loạt phim Hoa Kỳ được phát sóng trên độ nét cao. Trong khi hầu hết các chương trình truyền hình thời kì khác đã chuyển sang độ phân giải cao, bao gồm các chương trình truyền hình thực tế khác, các phần trước của  The Amazing Race  được sử dụng truyền hình độ nét chuẩn do chi phí và sự mong manh của ghi âm độ nét cao Trang thiết bị. Các phiên bản quốc tế của  The Amazing Race , bao gồm The Amazing Race Asia 4 và The Amazing Race Discovery Channel 2, đã được chuyển sang độ phân giải cao. Ngoài ra, nhiều phiên bản trước của Elimination Station đã được quay ở độ phân giải cao. Mùa này của  Race  đã đi qua 40.000 dặm (64.000 km) 23 thành phố và năm châu lục.

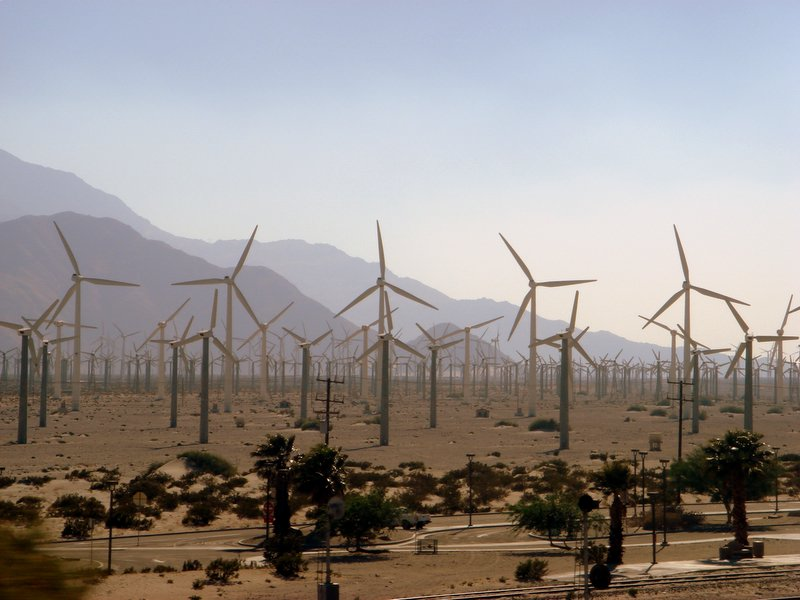
Vạch xuất phát của Cuộc đua ở Nông trại Gió San Gorgonio gần Palm Springs, California.

Việc quay phim bắt đầu vào ngày 20 tháng 11 năm 2010 tại trang trại gió San Gorgonio Pass gần Palm Springs, California, nơi nhiệm vụ đầu tiên có các đội sắp xếp qua hàng trăm máy bay giấy. Họ được yêu cầu tìm một dịch vụ có tên "Dịch vụ hàng không Queensland và Lãnh thổ phía Bắc", tên đầy đủ của Qantas Airway. Bằng cách tìm ra chiếc máy bay giấy chính xác, các đội đã được trao một trong hai chuyến bay đến điểm đến đầu tiên của họ: Sydney, Australia.  và một ngày sau đó quanh thị trấn Broken Hill, New South Wales, một vùng hẻo lánh ở Úc
. Các điểm đến khác trong cuộc đua là Yokohama, Nhật Bản, nơi các đội bơi trong vùng nước lạnh như băng gần Núi Phú Sĩ và chuyến thăm đầu tiên của cuộc đua tới Liechtenstein, trong đó một nhiệm vụ có các đội đo chiều dài vương quốc trên chiếc xe đạp gắn động cơ. Các đội cũng đã đến thăm Lệ Giang và Côn Minh, Trung Quốc; Kolkata và Varanasi, Ấn Độ; Viên, nước Áo; Zermatt, Thụy Sĩ; và Rio de Janeiro, Brazil.
Snapple từng là nhà tài trợ trong mùa giải  The Amazing Race  này, với "Snapple Real Fact" được giới thiệu trong giờ nghỉ. Chặng thứ sáu của mùa giải - diễn ra tại Kolkata, Ấn Độ - có một số nhiệm vụ liên quan đến một loại trà có hương vị đu đủ và xoài Snapple được phát triển và đặt tên theo chương trình. Ford cũng đã tài trợ cho mùa giải, với sản phẩm mới của họ là Ford Focus đóng vai trò là chiếc xe giải thưởng trong chặng tám.
Express Pass, được giới thiệu trong các mùa trước trước, đã quay trở lại, cho phép đội đặt vị trí đầu tiên trong chặng đầu tiên bỏ qua một nhiệm vụ sau này trong  Race . Đội cuối cùng hoàn thành nhiệm vụ tại vạch xuất phát buộc phải hoàn thành U-Turn ở chặng tiếp theo, thực hiện cả hai nhiệm vụ của Đường vòng.
Chặng dài gấp đôi đã được chiếu trong các mùa 6-10, & 14 đã được thay đổi trong mùa này thành chặng mà không có thời gian nghỉ ngơi bắt buộc giữa chúng. Vào cuối chặng đầu tiên tại Sydney, Úc và chặng thứ tư tại Lệ Giang, Trung Quốc, các đội được cho biết vị trí của họ và sau đó được lệnh tiếp tục chạy đua với chỉ dẫn Route Info mới. Đội đầu tiên điểm danh vẫn được trao giải thưởng và đội cuối cùng đăng ký không bị loại và không phải thực hiện Speed Bump ở chặng tiếp theo. Điều này đã nối lại vòng xoắn trước nhưng không giống như ở các mùa trước khi Phil không nói số chặng ở vạch xuất phát, anh vẫn nói rằng có 12 chặng trong  Cuộc đua  này. Câu nói khó hiểu "Chặng này chưa kết thúc" khiến các đội và khán giả nghĩ rằng họ ở cùng một chặng trong khi thực sự bắt đầu một chặng mới (dựa trên các điểm dừng hoặc các thử thách khác trong 'Cuộc đua' ') đã được thay thế bằng " Chặng tiếp theo bắt đầu ngay bây giờ ". Điều này hoàn toàn khác với các mùa trước vì khi có một trạm dừng nghỉ hoặc trạm dừng ảo thì họ vẫn tiếp tục đua trong chặng đó, còn mùa này họ sẽ đua tiếp trong chặng mới.

### Casting
Mùa thứ 18 của  The Amazing Race  có tên là "Unfinished Business" và có mười một đội trở về từ các mùa trước để có cơ hội thứ hai giành được giải thưởng triệu đô la. Keoghan mô tả tất cả các thí sinh là các đội "đã tiến rất gần đến chiến thắng nhưng vì lý do này hay lý do khác chỉ không thể vượt qua vạch đích ở vị trí đầu tiên". Keoghan đã đưa ra ví dụ về hai đội: Zev & Justin từ Phần 15, đội đã về đích đầu tiên trên một chặng, nhưng một trong số họ đã mất hộ chiếu quá muộn để tiếp tục đua; và LaKisha & Jennifer từ Phần 14, họ đã đi vệ sinh trong khi chạy đua đến Trạm dừng chân và bị loại. Kinh nghiệm trước đây của tất cả các đội trong các mùa trước cho phép các nhà sản xuất tăng độ khó của các nhiệm vụ và thách thức khác nhau mà họ phải đối mặt.
 Tất cả các đội đã đến từ các mùa giải gần đây của  Race  với mùa giải sớm nhất được đại diện là The Amazing race 12. Theo Bertram Van Munster, họ đã ở lại với các đội gần đây hơn vì "nếu chúng ta nhắc đến họ thì mọi người thậm chí có thể không nhớ họ là ai ". The Amazing Race 14 được tham dự bởi năm trong số mười một đội; Van Munster gọi phiên bản đặc biệt này của  Cuộc đua  là "một mùa rất độc đáo" và biện minh cho tỷ lệ lớn hơn của các đội.
 Mặc dù họ đã cân nhắc mẹ và con trai yêu thích Toni và Dallas Imbimbo từ mùa thứ 13 quay lại cuộc đua, Keoghan nói rằng họ cảm thấy các đội được chọn khác "có những câu chuyện hay nhất và động lực tốt nhất" để casting.
 Trong một cuộc phỏng vấn với The Early Show của CBS, Á quân The Amazing race 17 Brook Roberts và Claire Champlin tiết lộ họ được lời mời yêu cầu tham gia cuộc đua nhưng không thể do mang thai sau đó.

Các nhóm trở lại, các vị trí  Cuộc đua  trước đó và "Unfinished Business" của họ là: <! - Danh sách được sắp xếp theo mùa ban đầu và sau đó theo thứ tự bảng chữ cái theo họ của thành viên nhóm đầu tiên. -->
- Từ Season 12:
  - Ron and Christina Hsu, cha và con gái, hạng 2; Họ đã dẫn đầu trong hầu hết chặng cuối cùng trong Anchorage, cho đến khi Christina bị hạ bệ bởi Roadblock gây chấn động tâm trí cuối cùng, khiến họ phải trả giá cho  Cuộc đua .
  - Kent Kaliber[a] và Vyxsin Fiala, cặp đôi Goth hẹn hò và người mẫu cho Hot Topic, Hạng 5; Họ bị sự cố trong giao tiếp ở Toscana do thiếu kinh nghiệm lái xe hộp số tay. Họ cũng lãng phí U-Turn của mình bằng cách sử dụng sai nó vào một đội đi trước họ..
- Từ Season 14:
  - Margie và Luke Adams, mẹ và con trai, vị trí thứ 3; Họ đã dẫn đầu trong hầu hết chặng cuối cùng trong Maui, Luke vấp ngã ở Roadblock cuối cùng, khiến họ phải trả giá cho  Cuộc đua .
  - Amanda Blackledge và Kris Klicka, đính hôn (hẹn hò trong Phần 14), vị trí thứ 8; Họ đã bị Margie & Luke lật ngược trong Siberia, dẫn đến việc họ bị loại.
  - Jaime Edmondson và Cara Rosenthal, cựu Hoạt náo viên cho NFL và đội Miami Dolphins, vị trí thứ 2; tài xế taxi của họ trong Maui bị lạc trên đường đến đích Roadblock cuối cùng, khiến họ mất thời gian quý giá.
  - Kisha và Jen Hoffman, chị gái và huấn luyện viên thể thao, vị trí thứ 4; Họ đã bị Tammy & Victor lật ngược trong Bắc Kinh, Trung Quốc. Ngoài ra, trên đường đến Trạm dừng chân, Jen đã nghỉ ngơi trong phòng vệ sinh khẩn cấp sau khi uống bốn chai nước trong Roadblock. Kết quả là, họ rơi xuống vị trí cuối cùng và bị loại.
  - Mel và Mike White, vị trí thứ 6; tài xế taxi của họ đã đưa họ đến sai địa điểm trong Phuket, điều đó làm họ bị tụt phía sau các đội khác. Cuối cùng, họ không thể phục hồi từ thất bại này và đã bị loại.
- Từ Season 15:
  - Zev Glassenberg và Justin Kanew, bạn thân, vị trí thứ 9; Sau khi đăng ký lần đầu tại Phnôm Pênh, họ nhận ra rằng họ đã mất hộ chiếu của Zev và họ không thể tìm thấy nó trước khi tất cả các đội còn lại điểm danh, dẫn đến việc họ bị loại.
  - Herbert "Flight Time" Lang và Nathaniel "Big Easy" Lofton, đồng đội trên Harlem Globetrotters, vị trí thứ 4; Big Easy không thể hoàn thành Roadblock theo chủ đề liên quan tới Franz Kafka trong Prague và bị phạt 4 giờ, dẫn đến việc họ bị loại.
- Từ Season 16:
  - Jet và Cord McCoy, anh em và cao bồi rodeo, vị trí thứ 2; Trên máy bay từ Thượng Hải đến San Francisco, người chiến thắng cuối cùng Dan & Jordan đã có thể di chuyển lên khoang hạng nhất miễn phí, giúp họ dẫn đầu mà Jet & Cord không bao giờ vượt qua được.
- Từ Season 17:
  - Gary and Mallory Ervin, cha và con gái, vị trí thứ 6; Họ đã bị lạc trong nhiều giờ cố gắng tìm vị trí Roadblock trong Oman và cuối cùng đã thua Nat & Kat (người chiến thắng cuối cùng của Phần 17) chỉ trong năm phút.

## Kết quả
Các đội sau đã tham gia Cuộc đua, mỗi đội được liệt kê cùng với các vị trí của họ ở mỗi chặng và các mối quan hệ như được xác định bởi chương trình. Lưu ý rằng bảng này không nhất thiết phản ánh tất cả nội dung được phát trên truyền hình, do bao gồm hoặc loại trừ một số dữ liệu. Các vị trí được liệt kê theo thứ tự hoàn thiện:
| Các đội                | Mối quan hệ                         | Vị trí(qua từng chặng) | Vị trí(qua từng chặng) | Vị trí(qua từng chặng) | Vị trí(qua từng chặng) | Vị trí(qua từng chặng) | Vị trí(qua từng chặng) | Vị trí(qua từng chặng) | Vị trí(qua từng chặng) | Vị trí(qua từng chặng) | Vị trí(qua từng chặng) | Vị trí(qua từng chặng) | Vị trí(qua từng chặng) | Roadblocks được thực hiện |
| Các đội                | Mối quan hệ                         | 1                      | 2                      | 3                      | 4                      | 5                      | 6                      | 7                      | 8                      | ⋐9⋑                    | 10                     | 11                     | 12                     | Roadblocks được thực hiện |
| ---------------------- | ----------------------------------- | ---------------------- | ---------------------- | ---------------------- | ---------------------- | ---------------------- | ---------------------- | ---------------------- | ---------------------- | ---------------------- | ---------------------- | ---------------------- | ---------------------- | ------------------------- |
| Kisha & Jen            | Chị em                              | 3rd                    | 4th                    | 4th                    | 5th                    | 4th                    | 6th                    | 3rd                    | 4th                    | 2nd                    | 2nd                    | 2nd                    | 1st                    | Kisha 6, Jen 6            |
| Flight Time & Big Easy | Đồng đội trong Harlem Globetrotters | 5th                    | 2nd                    | 5th2                   | 6th                    | 6th⋐                   | 7th                    | 1st                    | 2nd                    | 5th⊃                   | 1st                    | 3rd                    | 2nd                    | Flight Time 6, Big Easy 6 |
| Gary & Mallory         | Cha/Con gái                         | 1st                    | 9th                    | 2nd                    | 3rd                    | 2ndε4                  | 1st                    | 4th                    | 6th                    | 4th                    | 3rd                    | 1st                    | 3rd                    | Gary 6,4 Mallory 6        |
| Zev & Justin           | Bạn thân                            | 4th                    | 1st                    | 1st                    | 8th                    | 8th                    | 4th                    | 2nd                    | 1st                    | 1st                    | 4th                    | 4th                    |                        | Zev 5, Justin 5           |
| Kent & Vyxsin          | Cặp đôi Goth hẹn hò                 | 10th                   | 7th                    | 7th                    | 9th                    | 5th⊃5                  | 5th                    | 6th                    | 3rd                    | 3rd                    | 5th6                   |                        |                        | Kent 4, Vyxsin 5          |
| Jet & Cord             | Cao bồi                             | 11th                   | 3rd                    | 6th                    | 2nd                    | 1st                    | 2nd                    | 5th                    | 5th                    | 6th⊂                   |                        |                        |                        | Jet 4, Cord 4             |
| Ron & Christina        | Cha/Con gái                         | 8th                    | 10th                   | 3rd                    | 4th                    | 7th                    | 3rd                    | 7th                    |                        |                        |                        |                        |                        | Ron 3, Christina 3        |
| Margie & Luke          | Mẹ/Con trai                         | 7th                    | 5th                    | 8th                    | 1st                    | 3rd                    | 8th                    |                        |                        |                        |                        |                        |                        | Margie 2, Luke 3          |
| Jaime & Cara           | Đội trưởng đội cổ vũ NFL            | 6th                    | 8th                    | 9th                    | 7th                    | 9th⊂⋑                  |                        |                        |                        |                        |                        |                        |                        | Jaime 2, Cara 2           |
| Mel & Mike             | Cha/Con trai                        | 9th                    | 6th                    | 10th3                  |                        |                        |                        |                        |                        |                        |                        |                        |                        | Mel 1, Mike 1             |
| Amanda & Kris          | Đã đính hôn                         | 2nd                    | 11th∪1                 |                        |                        |                        |                        |                        |                        |                        |                        |                        |                        | Amanda 1, Kris 0          |

- Những đội có vị trí màu đỏ có nghĩa là đội đó đã bị loại.
- Tím ε chỉ ra rằng đội đã quyết định sử dụng Express Pass trên chặng đó.
- Các chặng được gạch chân chỉ ra rằng không có thời gian nghỉ ngơi bắt buộc tại Trạm dừng và tất cả các đội được lệnh tiếp tục đua, mặc dù đội hạng nhất vẫn được trao giải cho chặng đó. Vị trí đội được gạch chân chỉ ra rằng đội đứng cuối cùng trên chặng "tiếp tục đua" và được lệnh tiếp tục đua, nhưng không phải thực hiện Bump Speed.
- An gạch chân màu xanh vị trí của nhóm chỉ ra rằng đội đứng cuối cùng trên một chặng không loại và phải thực hiện Speed Bump trong chặng tiếp theo của  Race .
- Biểu tượng cam ∪  chỉ ra rằng đội đã bị phạt vì hoàn thành cuối nhiệm vụ tại vạch xuất phát và phải chịu U-Turn tại Detour đầu tiên của Cuộc Đua.
- black ⊃ hoặc  cyan ⋑ chỉ ra rằng đội đã chọn sử dụng một trong hai lần lượt U-turn trong một lượt U-turn kép;  ⊂ hoặc  ⋐ cho biết nhóm đã sử dụng nó;  ⋐⋑ xung quanh một số chặng cho biết rằng chỉ một trong hai U-turn đã được sử dụng.

1. ^  Hình phạt U-turn tự động của Amanda & Kris U-Turn diễn ra trong chặng 2.
2. ^  Flight Time & Big Easy ban đầu đến lần thứ 3, nhưng đã bị phạt 30 phút khi Ron & Christina nói với Phil rằng Flight Time & Big Easy đã vô tình lấy gói fanny của họ và không trả lại cho họ vì nó đáng được như vậy. Ron & Christina đã được chuyển lên thứ 3; Kisha & Jen đã điểm danh trong thời gian phạt, đẩy Flight Time & Big Easy xuống thứ 5.
3. ^  Mel & Mike đã được điều trị hạ thân nhiệt trong khi cố gắng hoàn thành Detour "Lucky frog". Họ không thể hoàn thành nhiệm vụ và được các nhà sản xuất của chương trình yêu cầu trực tiếp đến Trạm dừng và bị loại.[15]
4. ^a b  Gary & Mallory đã sử dụng Express Pass để vượt qua Roadblock ở Chặng 5. Trước khi sử dụng Express Pass, Gary đã chọn để thực hiện Roadblock và điều này được thể hiện trong tổng số Roadblock.[16]
5. ^  Khi Kent & Vyxsin kết thúc chặng 4, họ đã bị phạt 30 phút vì không đi chuyến bay bắt buộc từ Tokyo-Narita đến Côn Minh, sẽ được diễn ra tại Trạm dừng tiếp theo ở chặng 5; họ đến trạm dừng chân thứ 4; Kisha & Jen đã điểm danh trong thời gian phạt của họ, đẩy Kent & Vyxsin xuống thứ 5.
6. ^ Kent & Vyxsin ban đầu đến thứ 3, nhưng đã bị phạt 30 phút vì đi taxi thay vì đi bộ từ Roadblock đến Trạm dừng như chỉ dẫn đã nêu cụ thể. Hai đội cuối cùng theo sau họ (Gary & Mallory và Zev & Justin) đã điểm danh trong thời gian phạt của họ, đẩy Kent & Vyxsin đến vị trí cuối cùng và dẫn đến việc họ bị loại.

## Tiêu đề từng tập
Tiêu đề của từng tập là các câu nói của các tay đua.
1. "Head Down and Hold On" – Người hướng dẫn chèo thuyền của Jaime & Cara (non-racer)
2. "I Never Looked So Foolish in My Whole Entire Life" – Kisha
3. "We Had a Lot of Evil Spirits Apparently" – Christina
4. "This is the Most Stupid Day Ever" – Vyxsin
5. "Don't Ruin the Basketball Game" – Mallory
6. "I Feel Like a Monkey in a Circus Parade" – Gary
7. "You Don't Get Paid Unless You Win" – Cord
8. "I Cannot Deal With Your Psycho Behavior" – Vyxsin
9. "We're Good American People" – Zev
10. "Too Many Cooks in the Kitchen" – Zev
11. "This is Where It Ends" – Justin

## Prizes
Giải thưởng cho mỗi chặng được trao cho đội hạng nhất cho chặng đó. Tất cả các chuyến đi được tài trợ bởi Travelocity; giải thưởng Chặng 6 được tài trợ bởi Snapple và giải thưởng Chặng 8 được tài trợ bởi Ford.
- 'Chặng 1'  -  Express Pass  - một vật phẩm có thể được sử dụng trên  Race  để bỏ qua bất kỳ nhiệm vụ nào của đội lựa chọn.
- 'Chặng 2'  - Chuyến đi cho hai người đến Cancun, Mexico
- 'Chặng 3'  - Một chuyến đi cho hai người đến khách sạn Punta Islita ở Costa Rica
- 'Chặng 4'  - Một chuyến đi cho hai người đến Argentina
- 'Chặng 5'  -  đô la Mỹ 5.000 mỗi
- 'Chặng 6'  - Một bữa tối Ấn Độ dành cho hai người có Bollywood - giải trí khiêu vũ lấy cảm hứng và ₹ 1.000.000 (hơn 20.000 USD) để chia sẻ
- 'Chặng 7'  - Chuyến đi cho hai người đến Hawai ʻ i
- 'Chặng 8'  - Một 2012 Ford Focus cho mỗi tay đua
- 'Chặng 9'  - Chuyến đi cho hai người đến Curaçao
- 'Chặng 10'  - Một chuyến đi cho hai người đến Quần đảo Cook
- 'Chặng 11'  - Hành trình cho hai người trên Địa Trung Hải với các chuyến thăm tới Rome và Casablanca
- 'Chặng 12'  -  đô la Mỹ 1.000.000

## Phil's Video Diary
A new feature to this season is an online show, allowing the viewers to see what happens behind the scenes of the Race, hosted by Keoghan. This feature replaces the "Elimination Station" videos as seen in previous seasons.
- Episode 1: The night before the first leg, Phil prepares to meet the eleven teams at Palm Springs, California. He then films the helicopter shots seen at the start of the episode. While traveling to Sydney, Phil explains that the flight had been delayed, meaning that the Pit Stop crew then only had a small time advantage over the teams. The final portion of the diary shows Phil filming the Pit Stop segment.
- Episode 2: Phil films the establishing shot for Shelly Beach and quickly cleans his hair outside, revealing he had not showered before the film crew left Los Angeles. As they drive to Oceanworld Manly to film the Roadblock's establishing shots, Phil sticks his head out of the car window to dry it. Later, Phil explains that they are now flying back to Sydney to catch a flight to Japan, and at the airport, he plays around on the luggage carousel, pretending to be a piece of luggage.
- Episode 3: Phil and the production crew arrive in Narita, Japan, and Phil explains why he loves to visit Japan. They head to the Yuhi Falls featured in the "Prayer of Purity" Detour task, enjoying the scenery, before explaining the task to his diary camera and then filming the piece for the show.
- Episode 4: The film crew lands in Lijiang, China, and Phil explains the Baishui River crossing tourist attraction before filming the explanation for the "Yak Yak Yak" task. After the group heads to the top of Jade Dragon Mountain, Phil shares some grilled yak with one of the film crew, before the filming of the Roadblock explanation in Spruce Meadow is shown.
- Episode 5: The film crew arrives in Kunming and Phil prepares to film the explanation of the "Embrace the Future" Detour Task, before poking fun at Barry, the sound technician, and how he has lost his voice. Later, while on the way to the Stone Forest, Barry has his voice back, and they film the Roadblock segment using time-lapse photography. Phil then comments on how the competition has ramped up on Leg 5 and he is interested in who will come in first on the Leg.
- Episode 6: Phil and the production team arrive in Kolkata, and Phil remarks at how empty the streets are at 3 o'clock in the morning. By daybreak, the streets are full of cars and people, and Phil remarks on how he loves it when the Race goes to India. Phil arrives in Jorasanko to explain the Detour tasks, and then they visit the Victoria Institution School for the end of the "Bengali Literature" Detour task. At the Pit Stop location, Phil plays cricket with several local children until he breaks the bat, and apologizes to them, before filming the establishing shot for the Pit Stop.
- Episode 7: In Varanasi, Phil remarks on how busy the city is in the morning, much like Kolkata. Phil walks down towards the Ganges, looking at the vegetable stalls on the way to the river. On the Ganges to film the Detour segments, Phil relaxes and says how he is enjoying traveling on the river. The film crew then heads to Ramnagar Fort to wait at the Pit Stop, where Phil once again enjoys watching the Ganges as the sun sets.
- Episode 8: Arriving in Vienna from Delhi, Phil remarks on how different the weather is from India, as it is winter in the northern hemisphere. Phil walks through one of Vienna's Christmas markets before heading to the Austrian National Library where he rides on a horse-drawn carriage before filming the Detour introduction where the Detour choices are initially named "Father of Psychoanalysis" and "Mother of All Meals", before changing to "Long Hard Walk" and "Quick and Easy Meal". The crew then heads to the Sigmund Freud Museum for the Freud's couch Detour before going to the Wiener Riesenrad for the eating Detour, where Barry eats a serving of Wiener Schnitzel, while a microphone is up against the schnitzel.
- Episode 9: The crew arrives in Zermatt, Switzerland, and Phil films the bus they rode and the surroundings. He then walks down the main street to the Detour tasks, commenting on how they only allow electric vehicles in the city. Later, Phil attempts to figure out how the VéloSoleX works, before he rides it in the Liechtenstein Roadblock explanation.
- Episode 10: Phil and the film crew leave their hotel early in the morning to head for the helicopter port that will take them onto the glaciers of the Matterhorn to film the Detour segment. They then take a gondola lift back down the mountain to Zermatt.
- Episode 11: Phil takes in the view of Rio de Janeiro's Copacabana beach from his balcony, before heading to the beauty salon where a few crew members are being used to demonstrate the waxing route marker. Later, they head to the Niterói Contemporary Art Museum to prepare for the Pit Stop and film the portion explaining the museum before the next leg begins.

## Tóm tắt cuộc đua

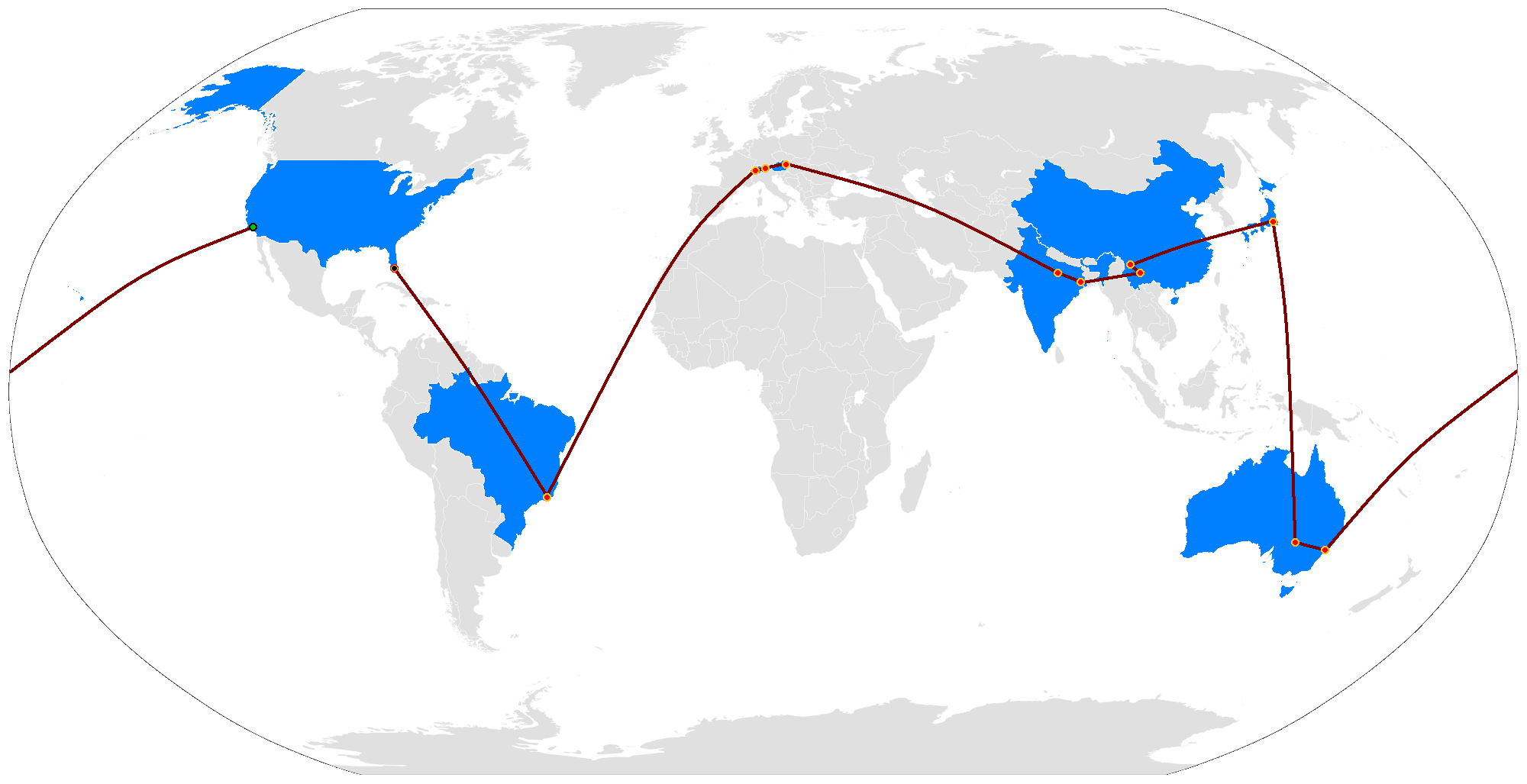
Lộ trình đua của các đội trong The Amazing Race: Unfinished Business.

### Chặng 1 (Hoa Kỳ→Úc)

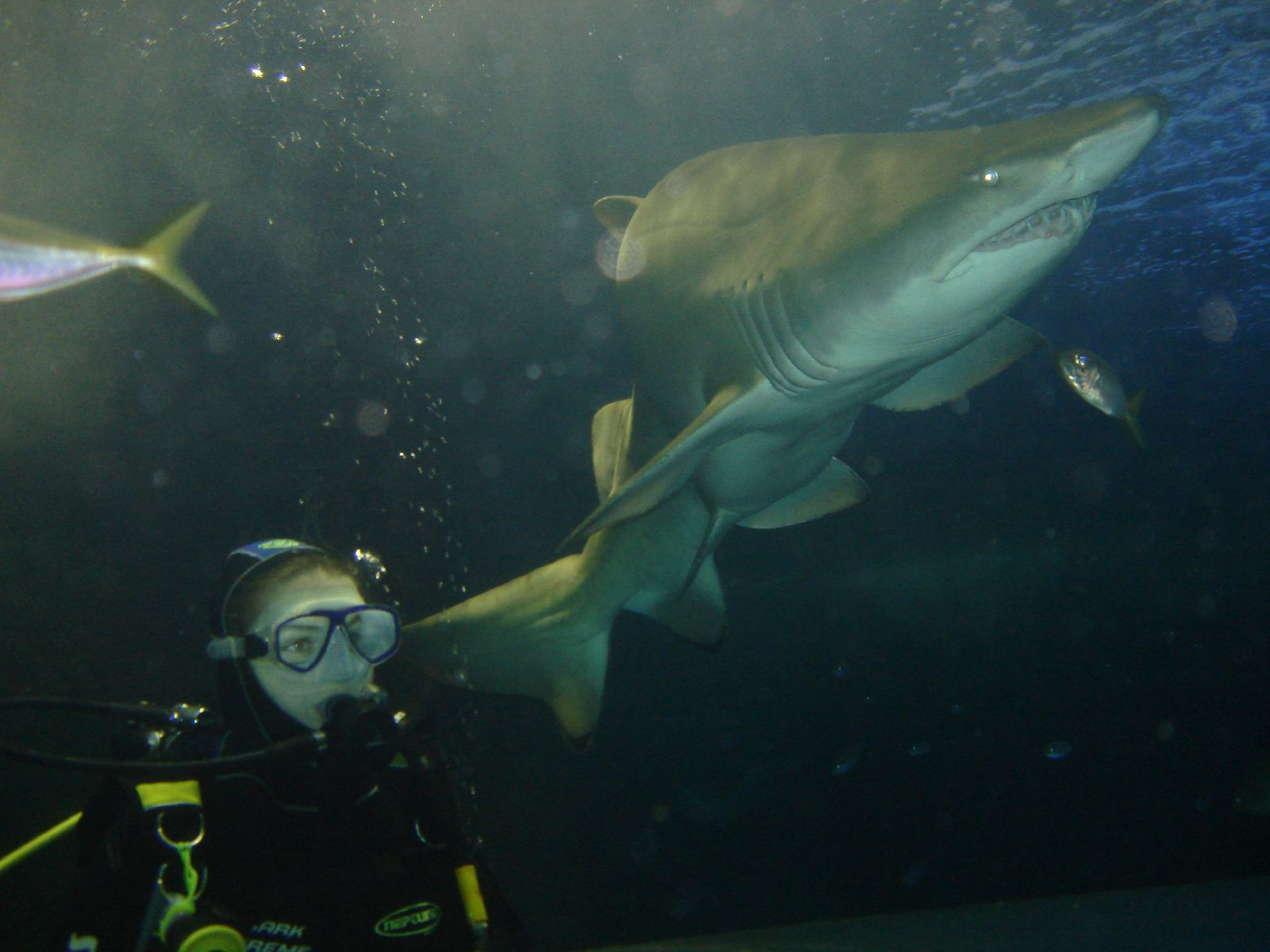
At Oceanworld Manly tại Sydney, các đội đã tham gia vào một Roadblock nơi họ thực hiện Shark Dive Extreme:Lặn trong bể cá mập của bể cá.

Ngày phát sóng: ngày 20 tháng 2 năm 2011
- Palm Springs, California , Hoa Kỳ  (Trang trại gió San Gorgonio Pass) (Vạch xuất phát)
- Los Angeles (Sân bay quốc tế Los Angeles) tới Sydney, New South Wales, Úc  (Sân bay Sydney)
- Sydney (Mascot – Nhà ga tại sân bay Sydney tới Trung tâm thành phố Sydney – Ga cảng Circular Quay)
- Sydney (Trung tâm thành phố – Bến phà Circular Quay tới Manly, New South Wales – Bến phà Manly)
- Sydney (Manly – Oceanworld Manly)
- Sydney (Manly – Manly 16ft Skiff Sailing Club)
- Sydney (Manly – Bãi biển Shelly)

Trong Roadblock đầu tiên, một thành viên trong nhóm đã phải lặn trong bể cá mập và cá đuối Oceanworld và tìm kiếm chiếc bình khí lặn để tìm la bàn. La bàn bao gồm hướng dẫn để giải mã một thông điệp ẩn trong loạt cờ tín hiệu hàng hải quốc tế ở bên ngoài. Thông điệp được mã hóa chính xác sẽ hướng dẫn các đội đi đến Câu lạc bộ Sailling Manly 16 ft, tìm phó đề đốc và nói với anh ta mật khẩu "I am Between the Devil and the Deep Blue Sea" để nhận được chỉ dẫn tiếp theo.
Nhiệm vụ dọc đường
- Tại vạch xuất phát, các đội phải tìm kiếm trong một cánh đồng chứa hàng trăm máy bay giấy với nhiều từ khác nhau được viết trên đó để tìm ra manh mối "Dịch vụ hàng không lãnh thổ Queensland và Lãnh thổ phía Bắc", và phải tìm ra rằng đây là tên đầy đủ về Qantas, được viết trên máy bay chính xác. Khi các đội đưa ra một chiếc máy bay chính xác cho Phil, anh ấy sẽ đưa cho họ chỉ dẫn về Route Info đầu tiên và vé cho một trong hai chuyến bay. Tám đội đầu tiên được tặng vé cho chuyến bay đầu tiên, và ba đội cuối cùng đã nhận được vé cho chuyến bay còn lại 90 phút sau chuyến đầu tiên.[b] } Ngoài ra, đội cuối cùng hoàn thành nhiệm vụ sẽ bị phạt với U-turn tự động trong Đường vòng đầu tiên của  Cuộc đua .}}Ngoài ra, đội cuối cùng hoàn thành nhiệm vụ sẽ bị phạt U-turn tự động trên Detour đầu tiên của Cuộc đua.
- Tại câu lạc bộ Manly 16 ft Skiff Sailing Club, các đội phải tham gia một thuyền viên và lái Skft 16f] thông qua một trường đua đến một loạt các phao có manh mối tiếp theo của họ.

### Chặng 2 (Úc)

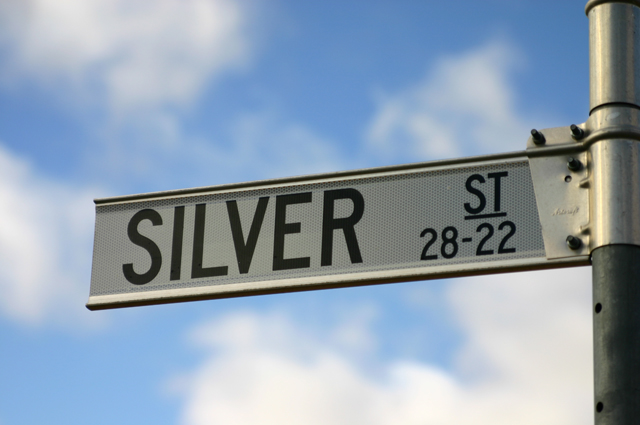
Trong vùng hẻo lánh của thành phố Broken Hill, các đội đã tìm kiếm ngã tư của hai con đường được đặt tên theo nguyên tố hóa học (một dấu hiệu đường phố của Phố Silver trong hình).

Ngày phát sóng: ngày 27 tháng 2 năm 2011
- Sydney (Trung tâm thành phố – Tòa thị chính Sydney (Tác phẩm điêu khắcTo Sail To Stop))
- Sydney (Sân bay Sydney) tới Broken Hill (Sân bay Broken Hill)
- Broken Hill (The Living Desert Lưu trữ ngày 13 tháng 3 năm 2013 tại Wayback Machine)
- Broken Hill (Central Football Club)
- Broken Hill (Ngã tư của Phố Mercury và Phố Bismuth)
- Broken Hill (Junction Mine)

Detour đầu tiên của  Cuộc đua  tại Living Desert là sự lựa chọn giữa Spirit World và Natural World. Trong Spirit World, các đội đã tạo ra một bức tranh khảm đá thổ dân truyền thống của Úc dựa trên một mô hình, và sau đó phải thực hiện một điệu nhảy được thực hiện theo truyền thống để tôn vinh tổ tiên trên mặt của bức tranh trước khi nhận được chỉ dẫn từ một người già thổ dân. Trong Thế giới tự nhiên, các đội đã tạo ra những bức tranh thổ dân truyền thống của Úc bằng cách phun hỗn hợp nước và bột màu giống như đất sét ra khỏi miệng để tạo ra bốn hình ảnh bóng cụ thể trên một mảnh đá phiến (phác thảo của mỗi bàn tay và giấy nến của một con thằn lằn và một con chuột túi), trước khi họ có thể nhận được chỉ dẫn từ một người già thổ dân.
Nhiệm vụ dọc đường
- Tại Trạm dừng chân trước đó, các đội đã nhận được manh mối từ Phil hướng dẫn họ tìm "To Sail To Stop" và được để lại rằng điều này đề cập đến một tác phẩm điêu khắc của một mỏ neo gần Tòa thị chính Sydney. Ở đó, họ có thể đăng ký một trong hai chuyến bay thuê bao đến Broken Hill ở Vùng hẻo lánh cho một trong hai lần khởi hành vào sáng hôm sau. Sáu đội đầu tiên sẽ bay trên chuyến bay lúc 6:00 sáng, trong khi năm đội cuối cùng trên chuyến bay thứ hai lúc 6:30 sáng.
- Khi đến Broken Hill, các đội phải tìm những chiếc xe được đánh dấu chứa chỉ dẫn tiếp theo của họ được đặt trên kính chắn gió và tự lái đến Living Desert.
- Sau khi hoàn thành Detour, các đội được yêu cầu quay trở lại Broken Hill và tìm "home of the Magpies", để các đội nhận ra rằng nơi đó là sân nhà của đội bóng bầu dục Broken Hill trong giải Bóng bầu dục Úc: Central Football Club
- Tại Central Football Club, các đội đã hóa trang thành kangaroo với đôi giày Kangoo Jump và được đưa cho bảng tuần hoàn với ký hiệu Hg và Bi được tô sáng. Họ đã để lại rằng đây là những biểu tượng tương ứng cho thủy ngân và bismuth và những yếu tố đó cũng là tên của hai con đường trong thị trấn gặp nhau tại ngã tư, nơi đặt chỉ dẫn tiếp theo của họ.

### Chặng 3 (Úc→Nhật Bản)

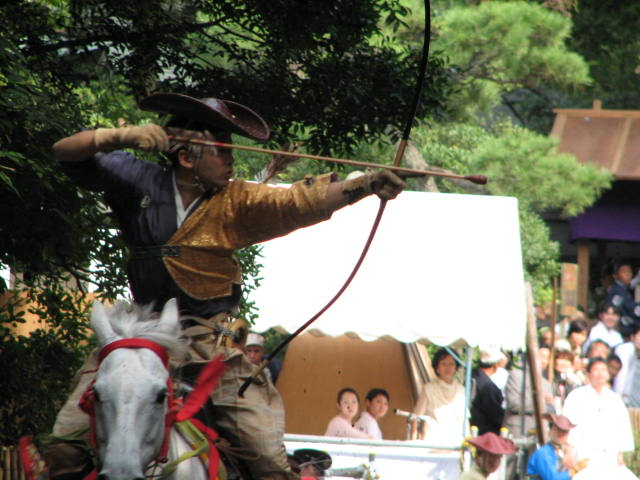
Roadblock tại Kamakura có các đội tham gia Yabusame, một hoạt động bắn cung truyền thống Nhật Bản.

Ngày phát sóng: ngày 6 tháng 3 năm 2011
- Broken Hill (Ga tàu Broken Hill) tới Sydney (Haymarket – Ga tàu trung tâm)
- Sydney (Sân bay Sydney) tới Tokyo, Nhật Bản  (Sân bay quốc tế Narita)
- Tokyo (Shibuya – Nhà để xe xoay)
- Kamakura (Tsurugaoka Hachimangū – Võ đường Yabusame)
- Minamiashigara (Trạm tàu Daiyūzan – tượng Kintarō)
- Minamiashigara (Thác Yuhi hoặc Nông trại Madarame)
- Yokosuka (Kurihama – Commodore Perry Monument (bằng tiếng Nhật))

Trong Roadblock của chặng này, một thành viên trong đội mặc trang phục truyền thống của một cung thủ samurai và học nghi thức Yabusame thông qua quan sát, bao gồm một nghi thức hình thức thiền định trước một tư thế truyền thống với cung yumi. Khi họ thực hiện hai khía cạnh đầu tiên của nghi thức đối với sự hài lòng của võ sư, họ sẽ cưỡi một con ngựa gỗ xoay tròn và bắn trúng mục tiêu bằng gỗ trước khi họ có thể nhận được chỉ dẫn tiếp theo.
Detour này là sự lựa chọn giữa Prayer of Purity và Frog of Luck.. Trong Prayer of Purity, các đội đeo keikogi và đi đến khu rừng gần đó, nơi họ sẽ tham gia vào một nghi thức tẩy rửa của Thần đạo. Đầu tiên, họ sẽ phải học một lời cầu nguyện bao gồm một bài tụng kinh, thắp nhang, và sau đó hét lên trong khi đẩy một cây gậy đi ra trước mặt họ. Sau khi hoàn thành những lời cầu nguyện, họ sẽ đứng dưới thác Yuhi và chịu đựng được việc ngâm mình trong dòng nước 45 °F (7 °C) đổ xuống họ trong một phút trước khi nhận được chỉ dẫn tiếp theo. Trong Frog of Luck, các đội lột xuống quần lót của họ và đeo fundoshi lên trên họ trước khi đi ra một hố bùn nơi họ phải tìm kiếm một con ếch đồ chơi trong bùn trong khi bị người dân ném bùn vào chúng. Một khi họ tìm thấy con ếch, họ sẽ phải đưa nó cho chủ ếch gần đó để tìm manh mối tiếp theo.
Nhiệm vụ dọc đường
- Tại Nhà để xe Xoay, các đội phải chọn một số và tự động xoay để chọn một chiếc xe được đánh dấu để tự lái đến Tsurugaoka Hachimangū.
- Tại ga Daiyūzan, các đội phải tìm kiếm căn cứ cho bức tượng Kintarō để đánh dấu tuyến đường tiếp theo của họ.

Ghi chú
- Trong thời gian dừng chân, các đội lên một chuyến tàu đưa họ trở lại Sydney để bắt đầu chặng.

### Chặng 4 (Nhật Bản→Trung Quốc)

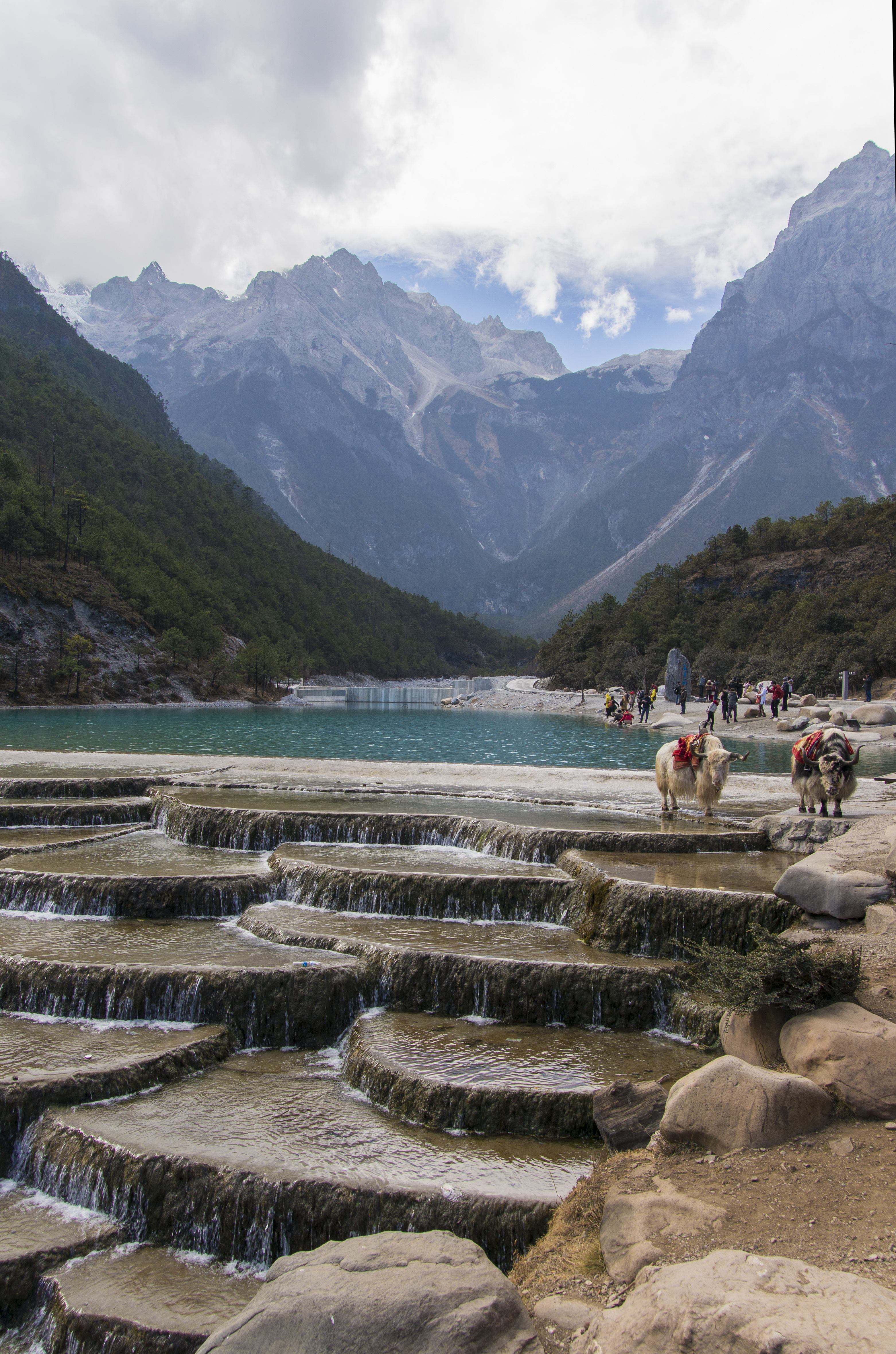
Tại Lệ Giang,các đội cưỡi Bò Tây Tạng trên ruộng bậc thang của sông Baishui, bên dưới núi tuyết Ngọc Long.

Ngày phát sóng: ngày 13 tháng 3 năm 2011
- Tokyo (Sân bay quốc tế Narita) tới Côn Minh, Trung Quốc  (Sân bay quốc tế Vu Gia Bá Côn Minh)
- Côn Minh (Sân bay quốc tế Vu Gia Bá Côn Minh) tới Lệ Giang (Sân bay Tam Nghĩa Lệ Giang ) hoặc
- Côn Minh (Ga đường sắt Côn Minh) tới Lệ Giang (Ga đường sắt Lệ Giang
- Lệ Giang (Núi tuyết Ngọc Long)
- Lệ Giang (Đồng cây bách tung)
- Lệ Giang (Thành cổ Lệ Giang)
- Lệ Giang (Đồi Sư Tử – Tháp vĩnh cửu)

Trong Roadblock của chặng này, một thành viên trong nhóm đã phải tìm kiếm hàng chục ngàn bùa gỗ cho một bộ mười hai tương ứng với các biểu tượng của cung hoàng đạo Trung Quốc. Một khi họ thu thập bùa, họ phải đặt chúng trên điện thoại di động theo đúng thứ tự của đám rước truyền thống theo các truyền thuyết: Tý, Sửu, Dần, Thố(Mão), Thìn, Tỵ, Ngọ, Mùi, Thân, Dậu, Tuất và Hợi, trước khi họ có thể nhận được chỉ dẫn tiếp theo.
Detour ở Thành cổ Lệ Giang là sự lựa chọn giữa Hammer hoặc Horn. Ở Hammer, các đội đi đến một cửa hàng kẹo, nơi họ sử dụng những cái búa bằng gỗ để nghiền nát đậu phộng nóng chảy giòn. Sau đó, họ phải cắt nó thành từng mảnh và đóng hộp chúng trước khi nhà sản xuất kẹo sẽ cung cấp cho họ chỉ dẫn tiếp theo. Ở Horn, các đội đi đến một quảng trường nơi họ phải nhặt một chiếc sừng truyền thống lớn và dẫn một nhóm vũ công Nakhi đến Cung điện Wencheng ở phía bên kia của thị trấn cho chỉ dẫn tiếp theo của họ.
Nhiệm vụ dọc đường
- Tại Núi tuyết Ngọc Long, các đội phải đặt yên một cách chính xác, sau đó một thành viên trong nhóm cưỡi Bò Tây Tạng qua một phần của sông Baishui để nhận được chỉ dẫn tiếp theo.
- Tại Đồng cây bách tung, các đội phải đi một chiếc thuyền cáp treo lên núi và tìm kiếm chỉ dẫn tiếp theo của họ.
- Khi đến Thành cổ Lệ Giang, các đội phải đặt một điều ước vào một bánh xe cầu nguyện thông qua một khe tương ứng với cung hoàng đạo của họ trong cung hoàng đạo Trung Quốc, và gọi tên của cung hoàng đạo của họ. Một khi họ có được những dấu hiệu đúng, họ sẽ nhận được chỉ dẫn tiếp theo.

Ghi chú
- Do các chuyến bay hạn chế đến Lệ Giang, tất cả các đội phải thực hiện chuyến bay bắt buộc đến Côn Minh, Trung Quốc. Khi ở Côn Minh, các đội có thể di chuyển bằng tàu hỏa hoặc máy bay đến Lệ Giang.

### Chặng 5 (Trung Quốc)

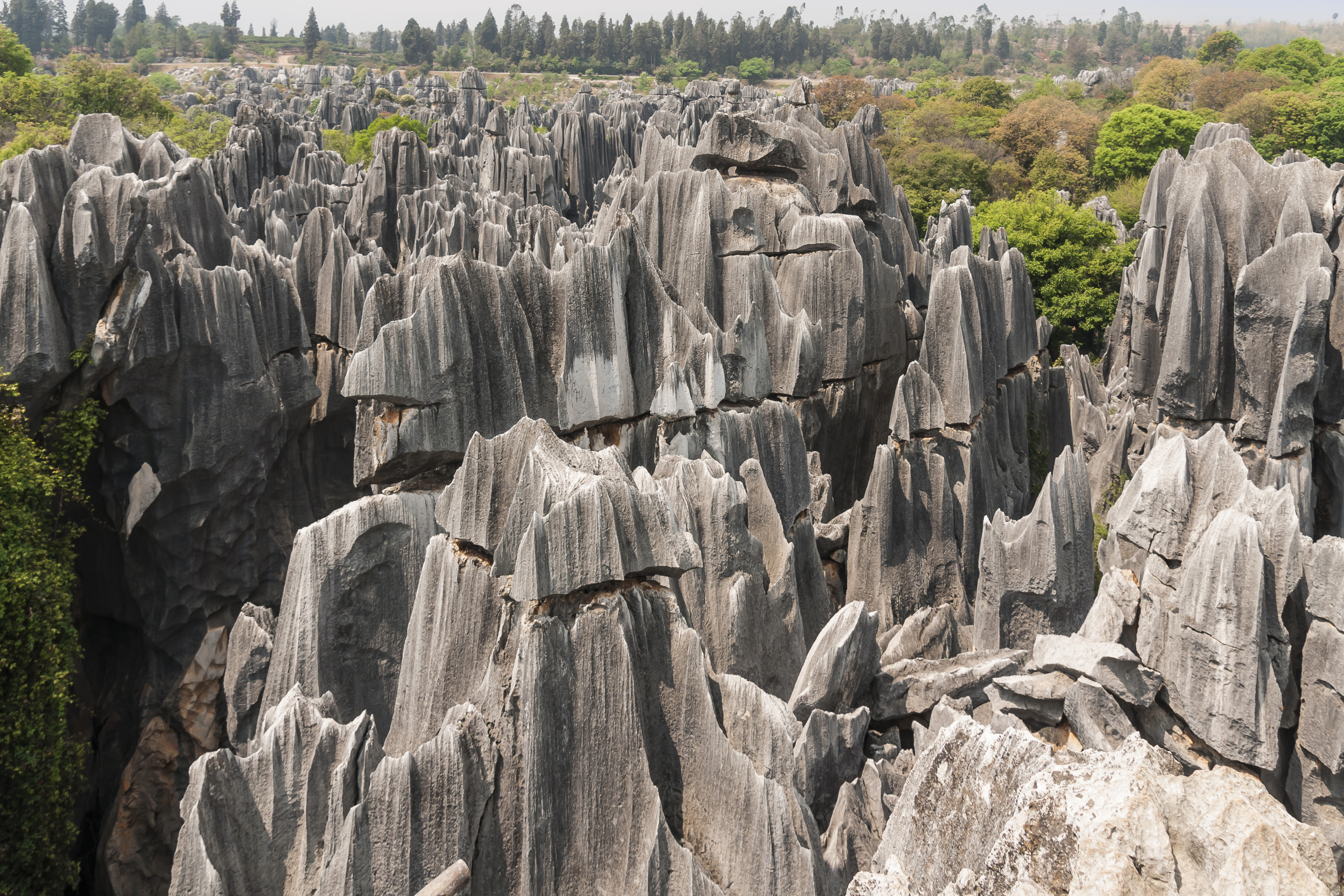
Thạch Lâm bên ngoài Côn Minh đã được các đội ghé thăm cho một Roadblock bày tỏ lòng tôn kính đối với những đóng góp của Vân Nam trong lĩnh vực cổ sinh vật học.

Ngày phát sóng: ngày 20 tháng 3 năm 2011
- Lệ Giang (Ga Đông Lệ Giang) tới Côn Minh (Ga đường sắt Côn Minh)
- Côn Minh (chợ hoa Dounan)
- Côn Minh (Golden Horse and Jade Cock Memorial Archway (bằng tiếng Trung Quốc))
- Côn Minh (Nhà hàng Makye Ame Shangri-la Tibetan Palatial hoặc China Great Wall Asset Management Company)
- Côn Minh (Trung tâm văn hóa tỉnh Vân Nam)
- Thạch Lâm, Côn Minh (Thạch Lâm)
- Côn Minh (Công viên hồ Xanh)

Detour là sự lựa chọn giữa Honor the Past và Embrace the Future. Trong Honor the Past, các đội phải mặc trang phục truyền thống của Tây Tạng tại Nhà hàng Palatial Makye Ame Shangri-la và sau đó xem một đoàn kịch. Không ghi chú, các đội sau đó phải rời khỏi sân khấu và sắp xếp một loạt 15 búp bê mặc quần áo giống như các diễn viên theo thứ tự của đám rước trên sân khấu. Nếu các đội có thứ tự đúng, họ sẽ nhận được chỉ dẫn của họ. Nếu không, họ sẽ phải bắt đầu lại. Trong Embrace the Future, các đội phải đeo thiết bị an toàn và sau đó mang ba hộp nặng lên nóc tòa nhà của Công ty quản lý tài sản Great Wall. Khi đó, các đội phải giúp lắp ráp một hệ thống sưởi ấm nước bằng năng lượng mặt trời trước khi họ có thể nhận được manh mối tiếp theo.
Trong Roadblock của chặng này, một thành viên trong nhóm phải lắp ráp mô hình Dilophosaurus dài 20 feet (6,1 m). Một khi mô hình được xây dựng đúng cách, một nhà cổ sinh vật học sẽ cung cấp cho họ manh mối tiếp theo của họ. Nếu tại bất kỳ thời điểm nào, nhà cổ sinh vật học tin rằng mô hình không an toàn về mặt cấu trúc, tay đua sẽ tìm thấy sai lầm của họ trước khi họ có thể tiếp tục xây dựng.
Nhiệm vụ dọc đường
- Khi bắt đầu chặng, các đội phải di chuyển bằng tàu hỏa đến Côn Minh và đi đến Chợ hoa Dounan để tìm manh mối tiếp theo.
- Vào cuối Detour, các đội chỉ được cung cấp một bức ảnh về địa điểm tiếp theo của họ và được để lại rằng đó là Trung tâm Văn hóa tỉnh Vân Nam (được gọi trong Trung tâm là Trung tâm Di sản Dân tộc thiểu số Trung Quốc) để tìm Bảng Double U-turn.

### Chặng 6 (Trung Quốc→Ấn Độ)

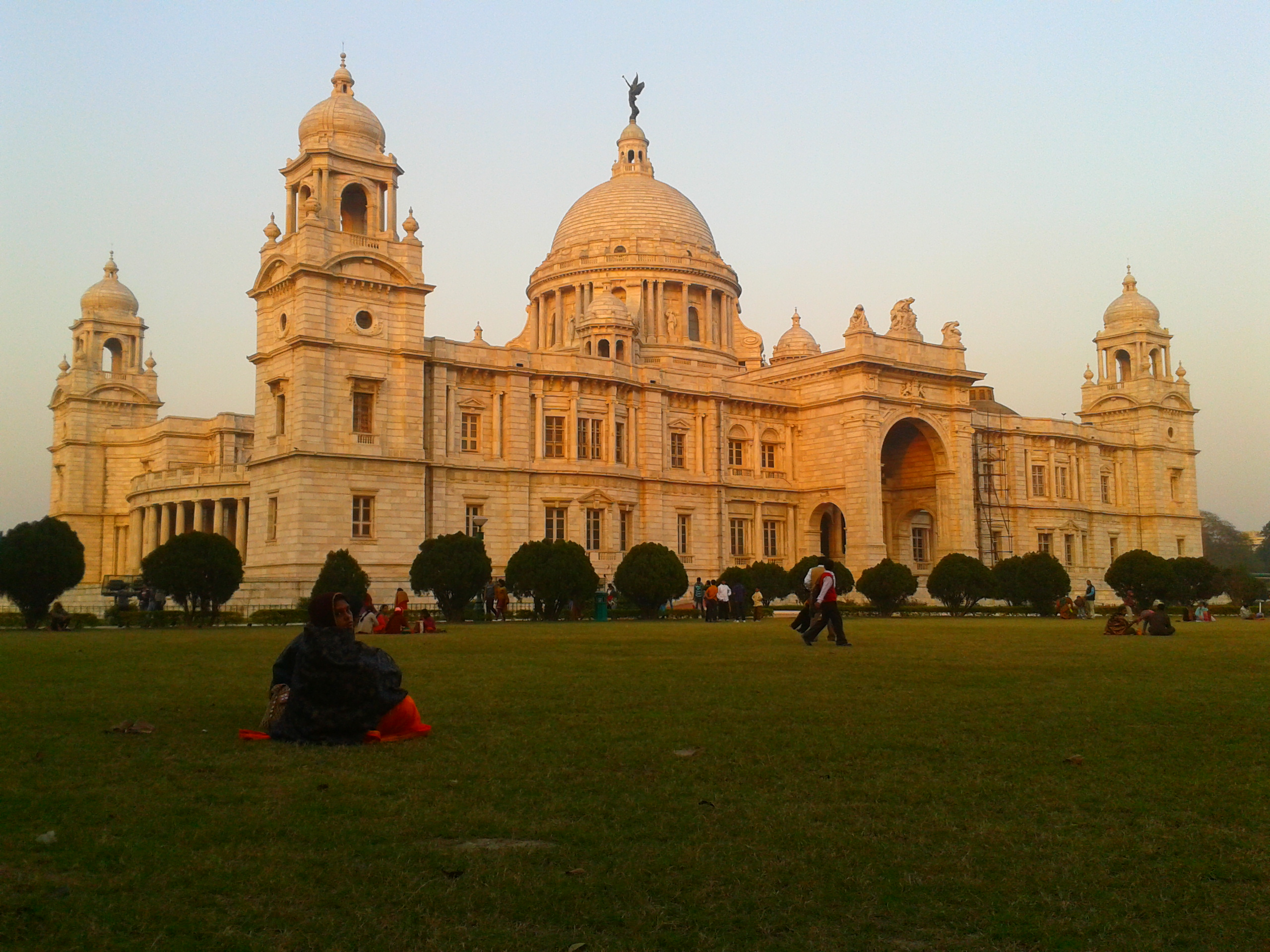
Khu vực xung quanh Đài tưởng niệm Victoria ở Kolkata là Điểm dừng chân của chặng đua này.

Ngày phát sóng: ngày 27 tháng 3 năm 2011
- Côn Minh (Cửa hàng trà Jin Fu Yi Zhan)
- Côn Minh (Sân bay quốc tế Côn Minh Vu Gia Bá) tới Kolkata, Ấn Độ  (Sân bay quốc tế Netaji Subhas Chandra Bose)
- Kolkata (Tòa thị chính Kolkata)
- Kolkata (Jorasanko Thakur Bari – Tiệm trà Tiwari)
- Kolkata (Cửa hàng tượng Rakhal Paul và Sons hoặc Nhà xuất bản của Dey và Victoria Institution High School and College)
- Kolkata (Maidan – Đài phun nước niềm vui)

Trong Roadblock của chặng này, một thành viên trong nhóm đã phải tham gia một buổi lễ nếm trà Ấn Độ. Đầu tiên, họ phải mang theo một quả đu đủ, một quả xoài và viên trà mà các đội nhận được trước khi rời Côn Minh đến nhà đấu giá trà. Sau đó, họ phải tìm kiếm trong số hàng trăm tách trà để tìm một loại trà có cùng loại trà ngâm đu đủ và xoài mà họ từng nếm ở Trung Quốc. Một khi họ có được trà đúng, nhà đấu giá sẽ cung cấp cho họ manh mối tiếp theo của họ.
Detour là sự lựa chọn giữa Hindu Art và Bengali Literature. Trong Hindu Art, các đội đi đến Cửa hàng Tượng Rakhal Paul và Sons, nơi họ phải vẽ và sau đó mặc một bức tượng của vị thần Hindu Ganesha. Khi nó hoàn thành, các đội sẽ nhận được chỉ dẫn tiếp theo của họ. Trong Bengali Literature, các đội đã đi đến Nhà xuất bản của Dey và nhặt tám bó sách thiếu nhi Giới thiệu về Bảng chữ cái tiếng Bengal. Sau đó, họ lên xe ba bánh của trường và đi qua thị trấn đến trường trung học và đại học Victoria, nơi họ phải tìm kiếm căn cứ và giao sách đến văn phòng của hiệu trưởng trường tiểu học để nhận được chỉ dẫn tiếp theo.
Nhiệm vụ dọc đường
- Tại cửa hàng trà Jin Fu Yi Zhan, các đội tham gia một buổi nếm thử trà Trung Quốc, nơi họ được thưởng thức một loại trà ngâm đu đủ và không được biết đến vào thời điểm đó, sẽ được giới thiệu trong Roadblock sắp tới Kolkata. Cùng với chỉ dẫn tiếp theo của họ, các đội được tặng một viên lá trà cũng cần thiết cho Roadblock.
- Sau khi hoàn thành Roadblock, các đội được tặng một chai trà đá Snapple và được để lại rằng chỉ dẫn tiếp theo của họ được in ở bên trong nắp, hướng họ đến Jorasanko Thakur Bari ở Jorasanko và sau đó tìm kiếm Tiệm trà Tiwari, nơi họ có thể trao đổi chai Snapple của mình cho chỉ dẫn tiếp theo.

### Chặng 7 (Ấn Độ)

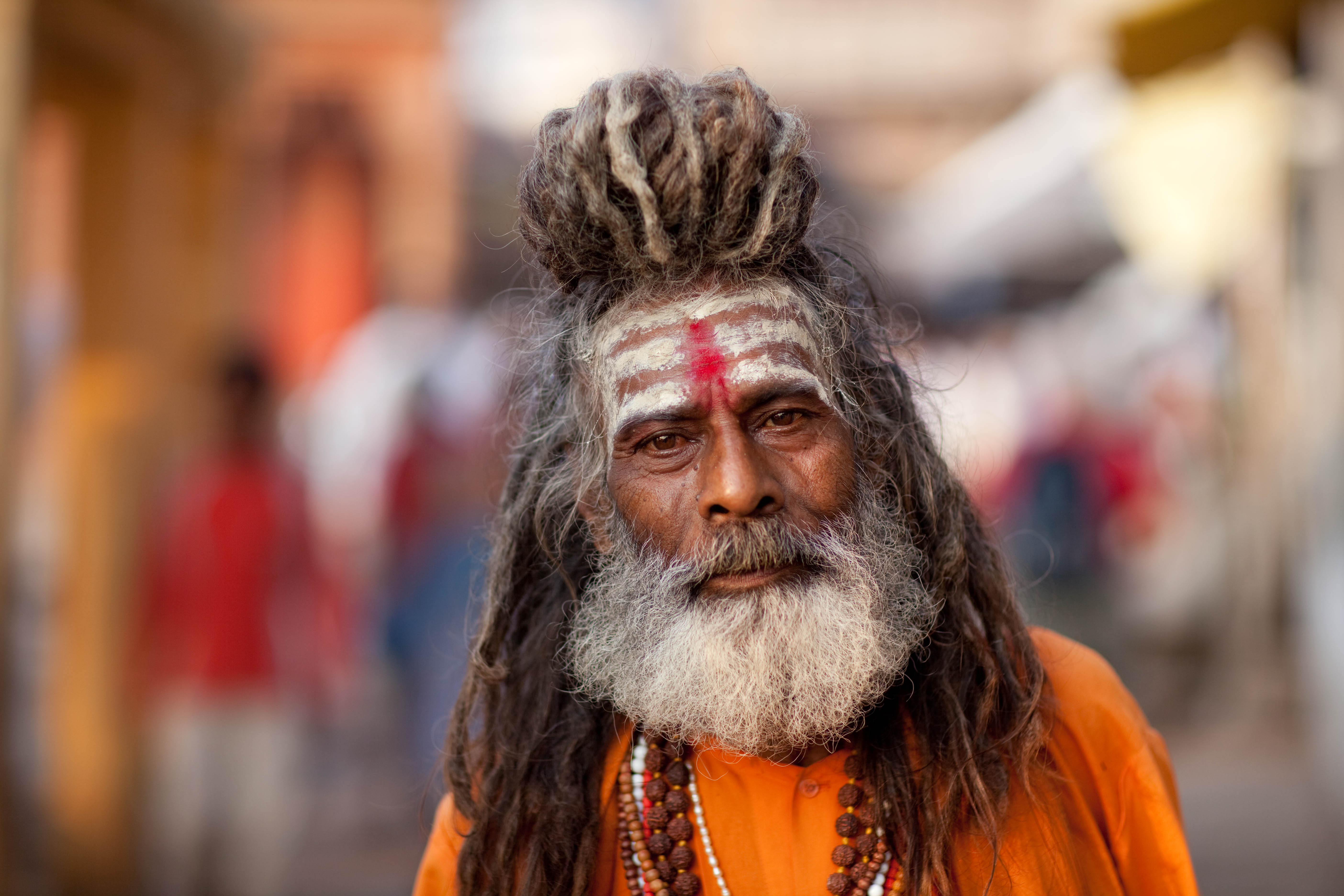
Tại thành phố linh thiêng Varanasi trên bờ sông Hằng, các đội tham gia vào một Roadblock nơi họ tìm kiếm những người đàn ông theo đạo Hindu được gọi là sadhus.

Ngày phát sóng: ngày 10 tháng 4 năm 2011
- Kolkata (Sân bay quốc tế Netaji Subhas Chandra Bose) tới Varanasi (Sân bay Varanasi)
- Varanasi (Bãi xe ngựa)
- Varanasi (Tulsi Ghat – Swaminath Akhara)
- Varanasi (Sông Hằng – Sakka Ghat hoặc Ksameshwar Ghat)
- Ramnagar (Pháo đài Ramnagar)

Trong Roadblock của chặng này, một thành viên trong nhóm đã phải tìm kiếm trên đường phố Varanasi để tìm sáu sadhu khác nhau, được miêu tả trong một loạt các bức ảnh họ được đưa ra, người sẽ đưa ra một trong sáu đoạn của cụm từ được mô tả là "ý nghĩa của cuộc sống": "Một khi bạn vượt qua ngọn đồi, bạn sẽ tăng tốc". Một khi tay đua có tất cả sáu đoạn của cụm từ, anh ta hoặc cô ta sẽ phải cung cấp cụm từ cho một sadhu thứ bảy, người sẽ cung cấp cho họ chỉ dẫn tiếp theo của họ.
Detour của chặng này là sự lựa chọn giữa Feed the Fire và Feed the Buffalo. Trong Feed the Fire, các đội đi xuống sông Hằng đến Sakka Ghat đến nhà của một người vắt sữa, nơi họ phải tạo ra 50 patties nhiên liệu truyền thống làm từ phân trâu nước và sau đó đập chúng vào tường để cho chúng khô. Khi người giám sát hài lòng với công việc của họ và các patties không quá lớn hoặc quá nhỏ, các đội phải thắp một bếp lò với các miếng nhiên liệu khô để đun sôi sữa cho trẻ em địa phương trước khi nhận được manh mối. Trong Feed the Buffalo, các đội phải băng qua sông Hằng để thu thập hai kiện cỏ khô, với một địa chỉ được đính kèm. Các đội sau đó phải quay trở lại sông Hằng đến Ksameshwar Ghat và giao cỏ khô của họ đến địa chỉ được cung cấp để nhận manh mối tiếp theo.
Nhiệm vụ dọc đường
- Tại Swaminath Akhara ở Tulsi Ghat, các đội phải tìm một strongman để xác định chỉ dẫn tiếp theo của họ.

### Chặng 8 (Ấn Độ→Áo)

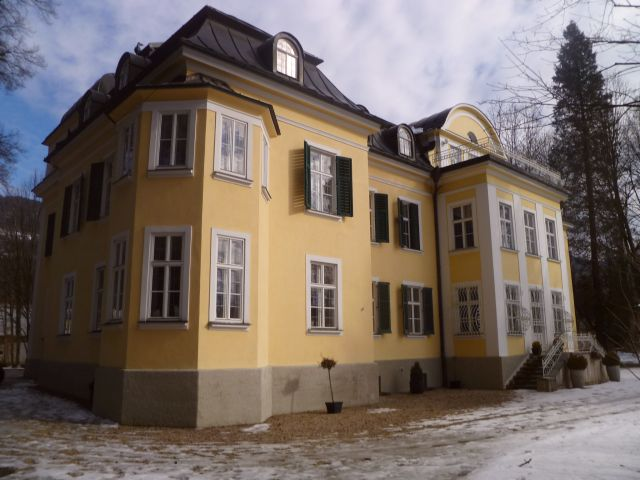
Các đội đã kết thúc chặng Áo tại Villa Trapp ban đầu ở Aigen, ngoại ô thành phố Salzburg, nổi tiếng với bộ phim năm 1969 The Sound of Music.
.

Ngày phát sóng: ngày 17 tháng 4 năm 2011
- Varanasi (Sân bay Lal Bahadur Shastri) tới Viên, Áo  (Sân bay quốc tế Viên)
- Schollach (Lâu đài Schallaburg)
- Viên (Thư viện quốc gia Áo)
- Viên (Bảo tàng Sigmund Freud và Đại học Viên hoặc Bánh xe đu quay Viên)
- Salzburg (Sternbräu Restaurant)
- Salzburg (Aigen – Villa Trapp (bằng tiếng Đức))

Trong Detour của chặng này, các đội đã chọn giữa Long Hard Walk và Quick and Easy Meal. Trong Long Hard Walk, các đội đi đến Bảo tàng Sigmund Freud (nhà cũ của Sigmund Freud) để chọn một chiếc ghế phân tâm học, giống như những chiếc mà ông đã sử dụng trong các phiên của mình, và sau đó phải chuyển nó đến văn phòng cũ của ông tại Đại học Viên Cách xa 1 (1,6 km) để nhận chỉ dẫn tiếp theo. Trong Quick and Easy Meal, các đội đã đi đến vòng đu quay Wiener Riesenrad nơi họ nhặt được hai phần lớn các hình thức ẩm thực truyền thống của Áo: Wiener Schnitzel, Sauerkraut và Sachertorte. Sau đó, họ lên một trong những chiếc xe ăn của Riesenrad, trong khi một nghệ sĩ violin chơi một số nhạc của Viên, họ sẽ phải hoàn thành cả hai phần trong một cuộc cách mạng 12 phút của vòng đu quay trước khi nhận được chỉ dẫn tiếp theo. Nếu họ không thể hoàn thành, họ sẽ phải bắt đầu lại.
Trong Roadblock của chặng này, một thành viên trong nhóm phải chọn quét ống khói và sau đó mặc đồng phục quét ống khói truyền thống. Sau đó, họ đi lên một mái nhà và sử dụng một vật nặng bằng lưới thép trên một sợi dây để làm sạch một trong những ống khói ba lần. Sau khi hoàn thành, họ đi xuống tầng hầm và mở một trong những cánh cửa làm sạch ống khói giữ chỉ dẫn tiếp theo của họ.
Nhiệm vụ dọc đường
- Tại sân bay quốc tế Viên, các đội đã đi vào một trong những gara đỗ xe và chọn một chiếc Ford Focus. Khi ở trong xe, các đội nhận được tin nhắn từ Phil chỉ đạo họ đặt xe ngược lại để kích hoạt hệ thống camera quan sát phía sau của MyFord Touch cho chỉ dẫn tiếp theo của họ. Khi họ sao lưu, các đội sẽ có thể đọc tên của điểm đến tiếp theo của họ được đánh vần trên vỉa hè phía sau xe (tiếng Đức): Schloss Schallaburg.
- Tại lâu đài Schallaburg, các đội được tặng một cuốn sách lớn có đóng dấu trên trang nhất với dòng chữ: "Thủ thư Prunksaal / sterreichische Nationalbibliothek", hướng dẫn họ lái xe đến Thư viện Quốc gia Áo và tìm người thủ thư ở khu Prunksaal. trao đổi cuốn sách cho chỉ dẫn tiếp theo của họ.

### Chặng 9 (Áo→Liechtenstein→Thụy Sĩ)
Ngày phát sóng: ngày 24 tháng 4 năm 2011
- Salzburg (Salzburg Hauptbahnhof) tới Feldkirch (Ga đường sắt Feldkirch)
- Schaanwald, Liechtenstein  (Đường biên giới Áo-Liechtenstein)
- Balzers (Lâu đài Gutenberg)
- Balzers tới Sargans, Thụy Sĩ  (Ga đường sắt Sargans (bằng tiếng Đức))
- Sargans (Ga đường sắt Sargans) tới Zermatt (Ga đường sắt Zenmatt)
- Zermatt (Nhà hàng Walliserkanne Zermatt Lưu trữ ngày 21 tháng 10 năm 2011 tại Wayback Machine hoặc Ga đường sắt Zenmatt)
- Zermatt (Hinterdorf – Tượng Inderbinen-Brunnen)
- Zermatt (Bergrestaurant-Moos (bằng tiếng Đức))

Đối với Speed Bump của họ, Gary & Mallory đã phải chuẩn bị hỗn hợp xăng và dầu phù hợp để cung cấp năng lượng cho chiếc Xe đạp gắn động cơ VéloSoleX của họ cho Roadblock. Họ đã phải đo 25 phần xăng với 1 phần dầu, và phải tìm ra rằng 2 lít (0,53 gal Mỹ) xăng sẽ đáp ứng tỷ lệ hỗn hợp, trước khi họ được phép tiếp tục đua.
Đối với Roadblock, một thành viên trong nhóm phải sử dụng máy đo đường và chiếc xe đạp gắn máy VéloSoleX để đo toàn bộ chiều dài của đất nước Liechtenstein, đi từ Schaanwald đến Balzers. Tại biên giới Thụy Sĩ, họ sẽ gặp tay đua trượt tuyết tham gia Olympic 6 lần Marco Büchel và sẽ cho anh ta quãng đường mà họ đi, được viết ở mặt sau của tấm bưu thiếp: 22 km (14 mi). Nếu họ đúng, Büchel sẽ hướng các tay đua đến Lâu đài Gutenberg nơi họ sẽ gặp gỡ đồng đội của mình và đọc chỉ dẫn tiếp theo. Nếu họ không chính xác, họ sẽ phải quay lại Schaanwald và bắt đầu lại.
Detour chặng này là sự lựa chọn giữa Cheese và Wheeze. Trong Cheese, các đội đi đến Nhà hàng Walliserkanne Zermatt, nơi họ phải hoàn thành toàn bộ nồi lẩu phô mai. Khi nồi đã hết, nhà hàng sẽ cung cấp cho họ một nồi fondue trống với tên của vị trí tiếp theo được in ở bên trong. Ở Wheeze, các đội phải hóa trang thành những quản lí khách sạn và sau đó đưa hành lý từ ga xe lửa Zermatt. Sau đó, bằng cách sử dụng xe đẩy hành lý, họ phải giao vali cho các khách sạn khác nhau trên khắp Zermatt nơi họ sẽ nhận được thẻ nhận cho mỗi kiện hành lý. Khi các đội có tổng cộng 20 thẻ nhận từ ít nhất năm khách sạn khác nhau, họ có thể trao đổi chúng cho người khuân vác đầu cho chỉ dẫn tiếp theo của họ.
Nhiệm vụ dọc đường
- Khi bắt đầu chặng, các đội được hướng dẫn di chuyển bằng tàu hỏa đến Feldkirch và sau đó vượt qua biên giới Áo-Liechtensteiner tại Schaanwald, nơi các đội sẽ tìm ra chỉ dẫn tiếp theo.
- Sau khi hoàn thành Đường vòng, các đội phải đi bộ đến bức tượng Inderbinen-Brunnen để xác định vị trí bảng Double U-Turn.

### Chặng 10 (Thụy Sĩ)

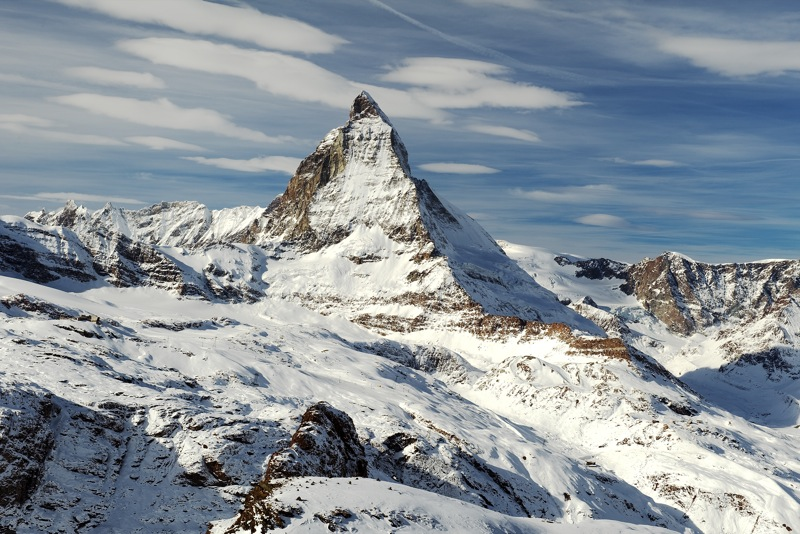
Teams traveled to the Matterhorn in the Swiss Alps where they participated in mountain rescue-themed Detour tasks.

Ngày phát sóng: ngày 1 tháng 5 năm 2011
- Zermatt (Cảng cứu hộ hàng không (bằng tiếng Đức))
- Alps Thụy Sĩ (Matterhorn Glacier)
- Alps Thụy Sĩ (Sông băng Matterhorn) tới Riffelalp (Riffelalp Resort)
- (Gornergratbahn) Riffelalp (Ga đường sắt Riffelalp) tới Zermatt (Ga đường sắt Zermatt)
- Zermatt (Le Petit Cervin Lưu trữ ngày 18 tháng 5 năm 2021 tại Wayback Machine)
- Zermatt (Chalet Gädi – Swiss Cabin)

Trong Detour này, các đội đã chọn giữa hai nhiệm vụ giải cứu trên núi: Search và Rescue. Trong Search, các đội đã sử dụng một bộ đèn hiệu tuyết lở để tìm kiếm sông băng Matterhorn cho một hình nộm bị chôn vùi trong tuyết. Sau đó, họ phải đào toàn bộ hình nộm trước khi có thể nhận được chỉ dẫn tiếp theo. Trong Rescue, các đội phải sử dụng một thiết bị cẩu đặc biệt để giải cứu một người leo núi bị mắc kẹt trong một kẽ hở. Một thành viên trong đội phải hạ đồng đội của mình xuống đường nứt để họ có thể gắn một chiếc dụng cụ cứu hộ cho người leo núi. Đồng đội ở trên đỉnh sau đó phải đưa đối tác của họ trở lại bề mặt và sau đó làm việc cùng nhau để đưa người leo núi được giải cứu, người sẽ cho họ chỉ dẫn tiếp theo.
Trong Roadblock của chặng này, một thành viên trong nhóm đã phải tạo ra một Gnome của Travelocity bằng sô cô la Thụy Sĩ. Đầu tiên, họ phải trang trí một khuôn sô cô la bằng sô cô la màu. Sau khi khuôn được trang trí đúng cách, khuôn sẽ được lấp đầy bằng sô cô la và thành viên trong nhóm phải chôn nó trong tuyết bên ngoài trong 30 phút để làm cứng sô cô la. Sau đó, họ loại bỏ gnome khỏi khuôn và che đi những điểm không hoàn hảo bằng sô cô la nhiều màu hơn. Khi người phụ trách nhà bếp sô cô la chấp thuận gnome, các đội sẽ nhận được một Gnome Roaming thực sự và chỉ dẫn tiếp theo của họ.
Nhiệm vụ dọc đường
- Tại Cảng trực thăng cứu hộ trên không, các đội phải đăng ký một chuyến bay trực thăng đến địa điểm tiếp theo của họ, mỗi chuyến rời đi trong khoảng thời gian năm phút. Trước khi họ rời đi trên chuyến bay của mình, họ sẽ nhận được chỉ dẫn tiếp theo cho Detour trước khi bay lên Matterhorn.
- Sau khi hoàn thành Detour, các đội phải đi trực thăng đến khu nghỉ dưỡng trượt tuyết Riffelalp và đi tàu xuống núi trở về Zermatt để tìm chỉ dẫn tiếp theo.
- Sau Roadblock, các đội phải di chuyển bằng chân đến Trạm dừng tại Swiss Cabin ở Chalet Gädi.

### Chặng 11 (Thụy Sĩ→Brasil)

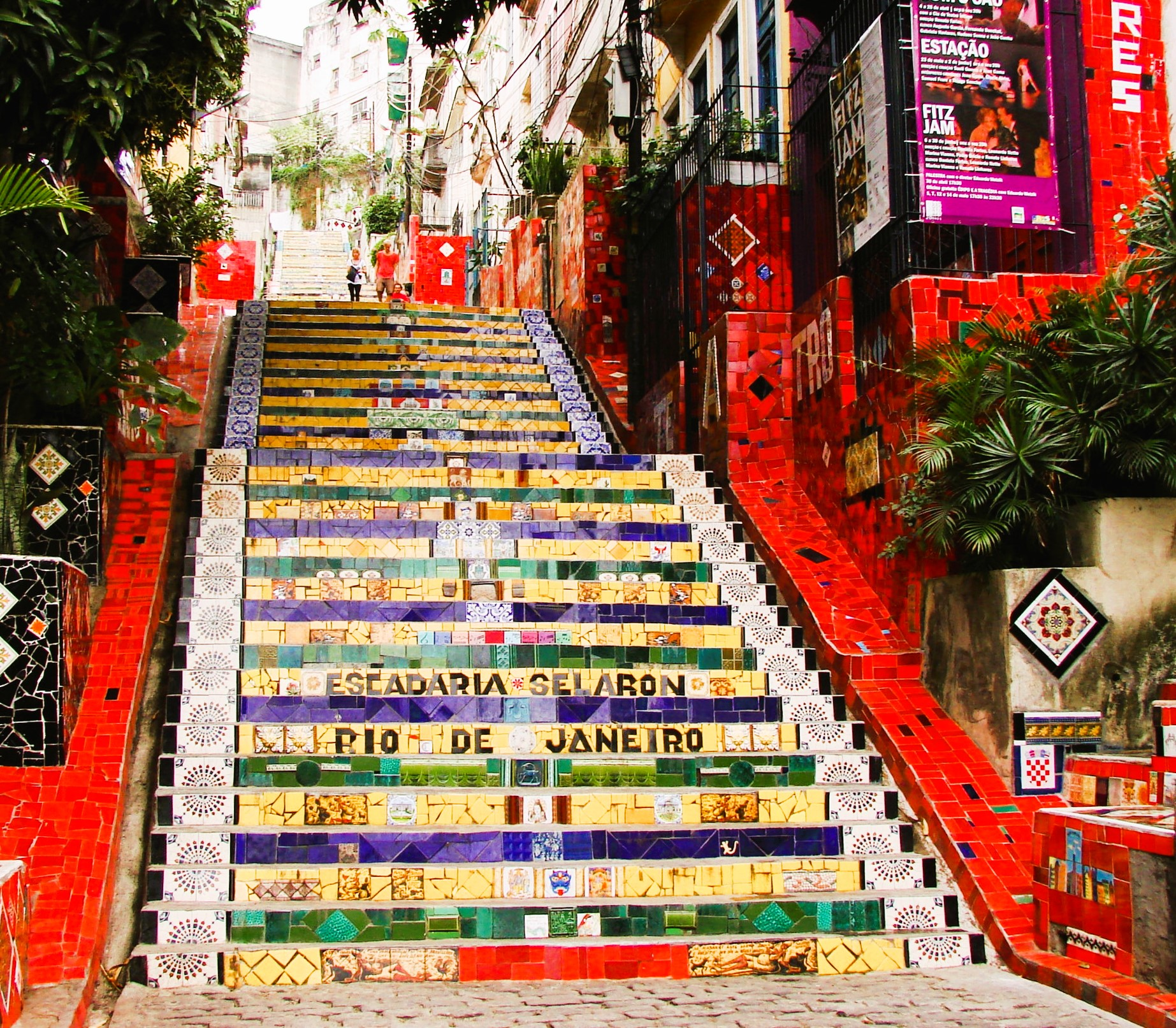
Khi đến thăm Rio de Janeiro, các đội đã đi đến Escadaria Selarón nổi tiếng và tìm kiếm các bậc thang phủ ngói cho manh mối tiếp theo của họ.

Ngày phát sóng: ngày 8 tháng 5 năm 2011
- Zermatt (Ga đường sắt Zenmatt) tới Kloten (Ga đường sắt sân bay Zurich)
- Zürich (Sân bay Zürich) tới Rio de Janeiro, Brazil  (Sân bay quốc tế Rio de Janeiro-Galeão)
- Rio de Janeiro (Estação Carioca de Bondes de Santa Teresa tới Carioca Aqueduct)
- Rio de Janeiro (Escadaria Selarón)
- Rio de Janeiro (Largo de São Francisco de Paula (bằng tiếng Bồ Đào Nha))
- Rio de Janeiro (Salon chuyên nghiệp Centro de Orientação)
- Rio de Janeiro (Bãi biển Leme – Espaço OX hoặcBãi biển Copacabana)
- Niterói (Praia de Boa Viagem (bằng tiếng Bồ Đào Nha) nhìn ra Bảo tàng nghệ thuật đương đại Niterói)

Trong Roadblock của chặng này, một thành viên trong đội đã phải tham gia một cuộc diễu hành Rio Carnival. Sau khi mặc trang phục đặc biệt, các đội đã học samba và sau đó dẫn đầu một cuộc diễu hành của các vũ công. Nếu Công chúa Carnival chấp thuận điệu nhảy của họ, các đội sẽ nhận được chỉ dẫn tiếp theo của họ; nếu không, họ sẽ được gửi trở lại để học lại điệu nhảy và thử lại.
Đường vòng là sự lựa chọn giữa On the Rocks và On the Beach. Trong On the Rocks, các đội đã đi đến quán bar Espaço OX trên đại lộ Avenida Atlântica trong khu phố Leme, nơi họ học cách làm caipirinha. Khi các đội thực hiện 100 caipirinha thích hợp, họ sẽ nhận được chỉ dẫn tiếp theo. Trong On the Beach, các đội phải nhặt một chiếc ô chứa đầy bikini và trạm thay đổi di động và bán bikini cho mọi người trên bãi biển Copacabana. Những người mua sau đó đã phải thay đổi thành những bộ bikini trong trạm thay đổi di động. Khi các đội kiếm được R$100 (khoảng 60 đô la Mỹ), họ sẽ nhận được chỉ dẫn tiếp theo.
Nhiệm vụ dọc đường
- Khi đến Rio de Janeiro, các đội phải đi xe điện lên đỉnh Carioca Aqueduct trước khi lên đường và đi bộ đến Escadaria Selarón. Ở đó, họ phải tìm kiếm các bậc thang phủ đầy gạch để tìm lát xếp Route Info sẽ có chỉ dẫn tiếp theo ở mặt sau.
- Tại trung tâm thẩm mỹ Salon chuyên nghiệp Centro de Orientação, các đội phải trải qua một buổi tẩy lông toàn thân ở Brazil trong 15 phút. Khi thời gian kết thúc, các người đẹp sẽ cung cấp cho các đội chỉ dẫn tiếp theo của họ.

### Leg 12 (Brasil→Hoa Kỳ)

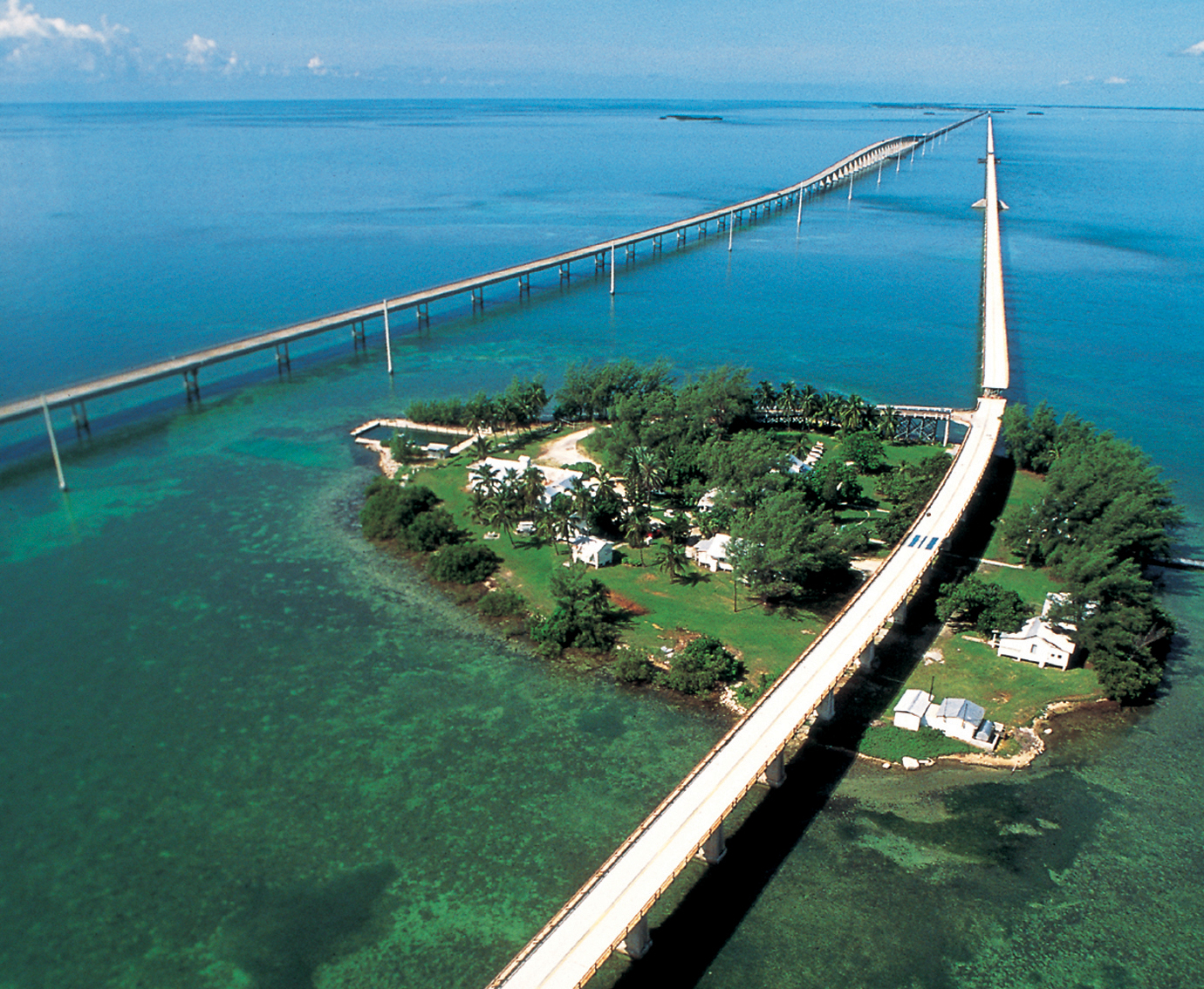
Quận lịch sử Pigeon Key, nằm ở giữa của cây Cầu Bảy dặm cổ xưa tại đảo san hô Florida Keys, là vạch kết thúc The Amazing Race: Unfinished Business.

Airdate: ngày 8 tháng 5 năm 2011
- Rio de Janeiro (Sân bay quốc tế Rio de Janeiro-Galeão) tới Miami, Florida , Hoa Kỳ  (Sân bay quốc tế Miami)
- Miami (Virginia Key – Rickenbacker Marina)
- Key Largo, Florida Keys (Jules' Undersea Lodge)
- Big Pine Key (U.S. 1 Mile Marker 29 – Seacamp)
- Đảo Horseshoe
- Big Pine Key tới Marathon (Công viên Nhà di động Galway Bay)
- Marathon (Old Seven Mile Bridge) to Pigeon Key (Pigeon Key Historic District)

In the first Roadblock of this leg, one team member had to learn how to operate a heavy load forklift to move a boat into drydock without dropping the boat which would destroy it. Once the boat was successfully moved, teams would receive their next clue from the forklift operator.
In the final Roadblock of the Race, the team member who did not perform the first Roadblock had to use a BOBdive submersible to search the lagoon of the Jules' Undersea Lodge for one of several floating treasure chests that contained their next clue, while being surrounded by distracting mermaid divers who were swimming around them and playing music.
Additional tasks
- After completing the second Roadblock, teams were given a riddle telling them to go to the Sea Camp near a mile marker on Big Pine Key by "subtract[ing] 4 from 33": Mile Marker 29.
- At Mile Marker 29, teams were instructed to walk across a shallow portion of the Gulf of Mexico to Horseshoe Island where they would find their next clue underneath the island's tallest tree. After getting the clue, teams were instructed to walk back to Big Pine Key where they would take a speedboat to the Galway Bay Mobile Home Park in Marathon.
- At Galway Bay, teams had to set up a travel trailer as it appeared in a brochure for Galway Bay. Once the trailer was set up with a lawn, a pool, plastic flamingoes, and a table setting, among other amenities, teams would receive their final clue from Miss Rose.
- At the Old Seven Mile Bridge, teams had to ride large tricycles along the bridge to the Finish Line at Pigeon Key Historic District on Pigeon Key.[c]

## Ratings

### US Ratings
| #  | Airdate                  | Episode                                             | Rating     | Share      | Rating/Share | Viewers    | Rank               | Rank             | Rank           | Rank         |
| #  | Airdate                  | Episode                                             | Households | Households | 18–49        | (millions) | Timeslot (Viewers) | Timeslot (18–49) | Week (Viewers) | Week (18–49) |
| -- | ------------------------ | --------------------------------------------------- | ---------- | ---------- | ------------ | ---------- | ------------------ | ---------------- | -------------- | ------------ |
| 1  | ngày 20 tháng 2 năm 2011 | "Head Down and Hold On"                             | 5.1        | 8          | 2.5/7        | 9.15       | #2                 | #1 (tied)        | #30            | (<#25)       |
| 2  | ngày 27 tháng 2 năm 2011 | "I Never Looked So Foolish in My Whole Entire Life" | 4.3        | 7          | 2.1/5        | 7.68       | #2                 | #3               | (<#30)         | (<#25)       |
| 3  | ngày 6 tháng 3 năm 2011  | "We Had a Lot of Evil Spirits Apparently"           | 5.5        | 9          | 2.7/7        | 9.78       | #2                 | #2               | #22            | #23          |
| 4  | ngày 13 tháng 3 năm 2011 | "This is the Most Stupid Day Ever"                  | 5.3        | 9          | 2.7/8        | 9.44       | #2                 | #2               | #21            | #17          |
| 5  | ngày 20 tháng 3 năm 2011 | "Don't Ruin the Basketball Game"                    | 5.7        | 9          | 2.8/8        | 10.13      | #1                 | #1 (tied)        | #13            | #18          |
| 6  | ngày 27 tháng 3 năm 2011 | "I Feel Like a Monkey in a Circus Parade"           | 6.2        | 10         | 3.2/9        | 10.96      | #1                 | #1               | #12            | #14          |
| 7  | ngày 10 tháng 4 năm 2011 | "You Don't Get Paid Unless You Win"                 | 6.0        | 9          | 2.9/8        | 10.48      | #1                 | #1               | #21            | #18          |
| 8  | ngày 17 tháng 4 năm 2011 | "I Cannot Deal With Your Psycho Behavior"           | 5.1        | 8          | 2.4/7        | 8.78       | #1                 | #1               | #22            | (<#25)       |
| 9  | ngày 24 tháng 4 năm 2011 | "We're Good American People"                        | 5.3        | 9          | 2.6/8        | 9.37       | #1                 | # 1              | #17            | #15          |
| 10 | ngày 1 tháng 5 năm 2011  | "Too Many Cooks in the Kitchen"                     | 5.3        | 8          | 2.6/7        | 9.20       | n/a                | n/a              | #20            | #18          |
| 11 | ngày 8 tháng 5 năm 2011  | "This is Where It Ends"                             | 5.0        | 8          | 2.5/7        | 8.97       | #2                 | #1               | (<#25)         | #24          |

- Episode 2, "I Have Never Looked So Foolish In My Whole Entire Life", aired the same night as the 83rd Academy Awards.
- Episode 9, "We're Good American People", aired on Easter Sunday.
- Episode 11, "This is Where It Ends", the two-hour season finale, aired on Mother's Day. It was the lowest-rated season finale in the show's history until the season 26 finale.

### Canadian Ratings
Canadian broadcaster CTV also airs The Amazing Race on Sundays at 8 pm, with only two exceptions: Episode two aired an hour earlier than its normal start time due to CTV's broadcast of the 83rd Academy Awards. Episode six aired an hour earlier due to the said network's broadcast of the 2011 Juno Awards.
| #  | Airdate                  | Episode                                             | Viewers (millions) | Rank (Week) |
| -- | ------------------------ | --------------------------------------------------- | ------------------ | ----------- |
| 1  | ngày 20 tháng 2 năm 2011 | "Head Down and Hold On"                             | 2.664              | #4          |
| 2  | ngày 27 tháng 2 năm 2011 | "I Never Looked So Foolish in My Whole Entire Life" | 1.621              | #20         |
| 3  | ngày 6 tháng 3 năm 2011  | "We Had a Lot of Evil Spirits Apparently"           | 2.786              | #1          |
| 4  | ngày 13 tháng 3 năm 2011 | "This is the Most Stupid Day Ever"                  | 2.533              | #3          |
| 5  | ngày 20 tháng 3 năm 2011 | "Don't Ruin the Basketball Game"                    | 2.441              | #3          |
| 6  | ngày 27 tháng 3 năm 2011 | "I Feel Like a Monkey in a Circus Parade"           | 1.809              | #12         |
| 7  | ngày 10 tháng 4 năm 2011 | "You Don't Get Paid Unless You Win"                 | 2.436              | #5          |
| 8  | ngày 17 tháng 4 năm 2011 | "I Cannot Deal With Your Psycho Behavior"           | 2.569              | #1          |
| 9  | ngày 24 tháng 4 năm 2011 | "We're Good American People"                        | 2.326              | #5          |
| 10 | ngày 1 tháng 5 năm 2011  | "Too Many Cooks in the Kitchen"                     | 2.742              | #3          |
| 11 | ngày 8 tháng 5 năm 2011  | "This is Where It Ends"                             | 2.700              | #2          |